# 走马镇 (万州区)
走马镇，是中华人民共和国重庆市万州区下辖的一个乡镇级行政单位。

## 行政区划
走马镇下辖以下地区：
走马社区、小河社区、双流社区、白草村、马安村、石告村、凉风村、渡河村、杜家村、龙台村、石灯村、坝梁村、野鸭村、谷雨村、槽溪村、龙嘴村、老屋村、熊家村和冒水村。